# Jarabe de Palo
Jarabe de Palo (zwischen 2009 und 2014 auch Jarabedepalo) war eine spanische Latin-Rock-Band. Sie wurde im Jahr 1997 in Barcelona gegründet. Ihr Frontmann war der Sänger, Gitarrist und Songschreiber Pau Donés (1966–2020). 1997 wurde sie international bekannt mit ihrem Hit La Flaca.

## Geschichte
Pau Donés spielte in verschiedenen Bands, bevor er sein Projekt Jarabe de Palo verwirklichen konnte. Er gründete mit 15 Jahren in St. Feliu de Guixols mit seinem Bruder Marc und John Kleinjung eine Band namens „J. & Co. Band“ und war anschließend mit „Dentaduras Postizas“ aktiv. Während dieser Zeit war er parallel zu seinen musikalischen Aktivitäten in einer Werbeagentur tätig.
Der Erfolg kam mit dem von einer Kubareise inspirierten Song La Flaca, der auch zum Titel seiner ersten, im Jahre 1996 veröffentlichten, CD wurde. Jener Song wurde ein Jahr später durch einen Werbespot berühmt, wodurch sich die CD millionenfach in verschiedenen Ländern verkaufte. Außerdem wurde das Lied einer der Sommerhits 1997. Die Band bzw. Pau Donés beschreibt das Album folgendermaßen: „11 einfache und direkte Songs ohne größere Ansprüche. Musik im mittleren Tempo und Liedtexte mit der Botschaft aus der Erfahrung von 31 Jahren Sonne und Schatten“.
Durch den Erfolg der ersten CD angespornt versuchte Pau zu zeigen, dass die Band kein „One-Hit-Wonder“ war. Mit diesem Vorsatz veröffentlichten sie die CD Depende (1998), die durch Joe Dworniak (bekannt in Spanien durch seine Arbeit mit Radio Futura) in den Studios Moody de Londres innerhalb von zwei Monaten produziert wurde. Bei dieser CD wirkten Bands wie Ketama mit. Die Lieder waren durchzogen von einer ironischen Lyrik, die es schaffte eine Verbindung mit dem spanischen Publikum herzustellen und sogar das italienische Publikum ansprechen konnte.
2001 veröffentlichten sie die CD De vuelta y vuelta als reines Konzeptalbum. Es markiert eine Veränderung in der Gruppe. Das ist sichtbar direkt im ersten Videoclip des Albums, in dem Pau sich den Kopf kahlscheren lässt und sich so von seinen langen Haaren trennt. Für das Album konnten Jarabe de Palo auf die Zusammenarbeit mit Antonio Vega, Jovanotti, Vico C und Celia Cruz zählen.
2003 wendete sich die Gruppe mit dem Song Bonito durch das Mitwirken der Band „Mártires del Compás“ und Künstlern wie der Sängerin Elena Andújar und dem italienischen Musikerfreund Jovanotti heiteren und positiven Liedern zu.
Schon im Herbst 2004 wurde eine Tournee mit ihrem neuen Werk Un metro cuadrado (1 m²) angekündigt. Daran wirkten auch Freunde wie Jorge Drexler, Lucrecia und Chrissie Hynde (The Pretenders) mit.
Die Band präsentierte im Frühjahr 2007 ihr neues Album mit dem Titel Adelantando von welchem man ab Mitte März den Song Ole im Radio bis zur Veröffentlichung des kompletten Albums am 10. April hören konnte. Die Tournee des neuen Albums startete im Mai und dauerte den ganzen Sommer. Sie führte durch Spanien und weitere Länder Europas. Die zweite Single, die aus der CD in Zusammenarbeit mit der Sängerin La Mari (der Band Chambao) veröffentlicht wurde, war Déjame Vivir. Der Song A tu lado wurde für Werbespots im Radio und Fernsehen für die spanische Warenhauskette „Hipermercados Hipercor“ verwendet. Bei diesem Album wirkten darüber hinaus auch La Shica und Carlos Tarque mit.
Mitte 2008 gründeten Jarabe de Palo ihre eigene Plattenfirma „Tronco Records“, die auch eine Art Musikwerkstatt war, in der die Songs das Wichtigste waren. Dieses neue Projekt startete mit der Single mucho más, mucho mejor, die ausschließlich im Internet über ihre Webseite jarabedepalo.com und andere digitale Anbieter vertrieben wurde. Der bisherige Bandname "Jarabe de Palo" wurde 2009 einstweilen durch "Jarabedepalo" ersetzt. Nach der erfolgreichen „Reciclando Tour“ erschien am 1. März desselben Jahres unter dem Titel Orquesta Reciclando das erste CD-Buch der Band mit 15 neuen Songs, Versionen ihrer beliebtesten Hits und ihrem neuen Song mucho más, mucho mejor. Hinsichtlich ihrer Live-Konzerte führte "Jarabedepalo" die "Reciclando Tour" fort, die überarbeitet und für große Bühnen in Spanien, Europa und Amerika angepasst wurde.
Im Mai 2020 veröffentlichten Jarabe de Palo das Album Tragas o escupes. Einen Monat später, am 9. Juni 2020, verstarb Pau Donés an den Folgen einer Darmkrebserkrankung, an der er seit vielen Jahren litt. Sein Tod markierte das Ende der Band, deren Name häufig mit Donés gleichgesetzt wurde.

## Preise und Zusammenarbeit
Die Band wurde für ihre Musik mit diversen Preisen ausgezeichnet, etwa mit den spanischen Premios Ondas und einer Grammy-Nominierung. 2001 wurden Jarabe de Palo von Luciano Pavarotti zur Benefiz-Gala Pavarotti & Friends for Afghanistan nach Modena, Italien eingeladen. Auf besagter Gala sang die Gruppe zusammen mit Pavarotti und Celia Cruz den Song Guantanamera und beim Abschied zusammen mit allen das Beatles-Lied With a little help from my friends sowie ihren Erfolgshit La Flaca. Die Band arbeitete mit Vieja Trova Santiaguera, Antonio Vega, Vico C und Celia Cruz zusammen. Pau Donés wirkte des Weiteren bei einem Tribute-Album für den katalanischen Rumba-Musiker Peret mit, komponierte für Ricky Martin und spielte in einem Videoclip des kanadischen Rockstars Alanis Morissette mit. Er sang zusammen mit der mexikanischen Sängerin Julieta Venegas eine Interpretation des Liedes El listón de tu pelo sowie mit Joaquín Sabina eine Version des Songs La Flaca. 2009 erhielt sein Album Orquesta reciclando einen Latin Grammy für die beste Aufnahme im Bereich Pop Vocal Duo oder Gruppe.

## Diskografie

### Alben
| Jahr | Titel                                              | Höchstplatzierung, Gesamtwochen, AuszeichnungChartplatzierungen (Jahr, Titel, Platzierungen, Wochen, Auszeichnungen, Anmerkungen) | Höchstplatzierung, Gesamtwochen, AuszeichnungChartplatzierungen (Jahr, Titel, Platzierungen, Wochen, Auszeichnungen, Anmerkungen) | Anmerkungen                                                                      |
| Jahr | Titel                                              | ES | CH | Anmerkungen                                                                      |
| ---- | -------------------------------------------------- | --- | --- | -------------------------------------------------------------------------------- |
| 1998 | Depende                                            | ES— ×6SechsfachplatinES | CH79 (6 Wo.)CH | Erstveröffentlichung: 7. September 1998                                          |
| 2001 | De vuelta y vuelta                                 | ES— ×2DoppelplatinES | CH80 (3 Wo.)CH | Erstveröffentlichung: 15. Februar 2001                                           |
| 2004 | 1 m² (Un metro cuadrado)                           | ES10 Gold · (20 Wo.)ES | — | Erstveröffentlichung: 7. November 2004                                           |
| 2006 | Completo incompleto                                | ES76 (1 Wo.)ES | — |                                                                                  |
| 2007 | Adelantando                                        | ES15 (6 Wo.)ES | — | Erstveröffentlichung: 10. April 2007                                             |
| 2011 | ¿Y ahora qué hacemos?                              | ES7 (17 Wo.)ES | — |                                                                                  |
| 2014 | Somos                                              | ES31 (3 Wo.)ES | — | Erstveröffentlichung: 18. Februar 2014                                           |
| 2017 | 50 Palos                                           | ES3 (14 Wo.)ES | — | Erstveröffentlichung: 10. März 2017                                              |
| 2017 | En la vida conocí mujer igual a la flaca – 20 años | ES50 (7 Wo.)ES | — | Erstveröffentlichung: 1. Dezember 2017                                           |
| 2018 | Jarabe filarmónico                                 | ES30 (2 Wo.)ES | — | Erstveröffentlichung: 5. Oktober 2018 mit dem Orquesta Filarmónica de Costa Rica |
| 2020 | Tragas o Escupes                                   | ES5 (48 Wo.)ES | — | Erstveröffentlichung: 26. Mai 2020                                               |

grau schraffiert: keine Chartdaten aus diesem Jahr verfügbar
Weitere Alben
- 1996: La flaca (ES: ×6Sechsfachplatin )
- 2003: Grandes éxitos
- 2003: Bonito (ES: Platin)
- 2009: Orquesta reciclando
- 2015: Tour Americano 14–15

### Singles
| Jahr | Titel Album                        | Höchstplatzierung, Gesamtwochen, AuszeichnungChartplatzierungen (Jahr, Titel, Album, Platzierungen, Wochen, Auszeichnungen, Anmerkungen) | Höchstplatzierung, Gesamtwochen, AuszeichnungChartplatzierungen (Jahr, Titel, Album, Platzierungen, Wochen, Auszeichnungen, Anmerkungen) | Anmerkungen                        |
| Jahr | Titel Album                        | ES | CH | Anmerkungen                        |
| ---- | ---------------------------------- | --- | --- | ---------------------------------- |
| 1996 | El lado oscuro La Flaca            | ES74 Platin · (1 Wo.)ES | — | Charteinstieg erst 2020            |
| 1996 | Grita La Flaca                     | ES76 Platin · (1 Wo.)ES | — | Charteinstieg erst 2020            |
| 1996 | La Flaca                           | ES40 ×4Vierfachplatin · (2 Wo.)ES | — | Charteinstieg erst 2020            |
| 1998 | Agua Depende                       | ES52 ×2Doppelplatin · (2 Wo.)ES | — | Charteinstieg erst 2020            |
| 1998 | Depende                            | ES86 Platin · (1 Wo.)ES | — | Charteinstieg erst 2020            |
| 2003 | Bonito                             | ES— PlatinES | CH59 (6 Wo.)CH |                                    |
| 2020 | Eso que tú me das Tragas o Escupes | ES22 ×4Vierfachplatin · (56 Wo.)ES | — | Erstveröffentlichung: 23. Mai 2020 |

grau schraffiert: keine Chartdaten aus diesem Jahr verfügbar
Weitere Singles
- 1998: Perro Apaleao (ES: Gold)
- 2017: Humo (ES: Gold)
- 2017: Mil ocells (Txarango feat. Jarabe de Palo, ES: Gold)

## Auszeichnungen für Musikverkäufe
| Goldene Schallplatte - Italien - 2021: für die Single La Flaca - Mexiko - 2000: für das Album La Flaca | Platin-Schallplatte - Europa - 2003: für das Album La Flaca |

Anmerkung: Auszeichnungen in Ländern aus den Charttabellen bzw. Chartboxen sind in ebendiesen zu finden.
| Land/RegionAuszeichnungen für Musikverkäufe (Land/Region, Auszeichnungen, Verkäufe, Quellen) | Gold     | Platin       | Verkäufe    | Quellen             |
| -------------------------------------------------------------------------------------------- | -------- | ------------ | ----------- | ------------------- |
| Europa (IFPI)                                                                                | —        | Platin1      | (1.000.000) | ifpi.org            |
| Italien (FIMI)                                                                               | Gold1    | —            | 35.000      | fimi.it             |
| Mexiko (AMPROFON)                                                                            | Gold1    | —            | 75.000      | amprofon.com.mx     |
| Spanien (Promusicae)                                                                         | 4× Gold4 | 29× Platin29 | 2.390.000   | elportaldemusica.es |
| Insgesamt                                                                                    | 6× Gold6 | 30× Platin30 |             |                     |